# 240 mm M1
Il 240 mm Howitzer M1, soprannominato "Black Dragon", era un obice statunitense da 240 mm a traino meccanico. Venne progettato per sostituire il pezzo da 240 mm M1918, risalente alla prima guerra mondiale e basato su un progetto francese del 1911.

## Storia
Il progetto per rimpiazzare il M1918 ebbe inizio nel 1941 e rispondeva all'esigenza di un pezzo campale super-pesante capace di battere postazioni pesantemente fortificate, come quelle trovate lungo la Linea Sigfrido. Il 240 mm M1 fu il più potente pezzo schierato dall'artiglieria campale statunitense durante la seconda guerra mondiale, capace di tirare un proietto ad alto esplosivo da 160 kg a 23 km di distanza. Era anche il più grande in servizio con US Army, ad eccezione dei cannoni ferroviari di origine navale.
L'obice venne progettato insieme al più lungo cannone da 8 inch M1, con il quale condivideva lo stesso affusto. Mentre il cannone da 8 inch M1 risultò limitato da un'eccessiva usura della canna ed una scarsa precisione, l'obice 240 mm M1 trovò largo uso durante la guerra in Europa, grazie alla sua efficacia contro obiettivi difficili quali fortificazioni in cemento armato. Venne impiegato anche sul guerra del Pacifico, in particolare nella battaglia di Manila, anche se pochi obiettivi erano talmente fortificati da giustificarne l'impiego.
L'US Army mantenne in servizio l'obice anche dopo la fine della guerra mondiale e lo schierò nella guerra di Corea. Rimase in servizio fino all'esaurimento delle scorte di munizioni, alla fine degli anni cinquanta.
L'obice M1 è ancora in servizio presso l'esercito di Taiwan, schierato in bunker corazzati sulle Kinmen e nelle Isole Matsu.

### Impiego operativo

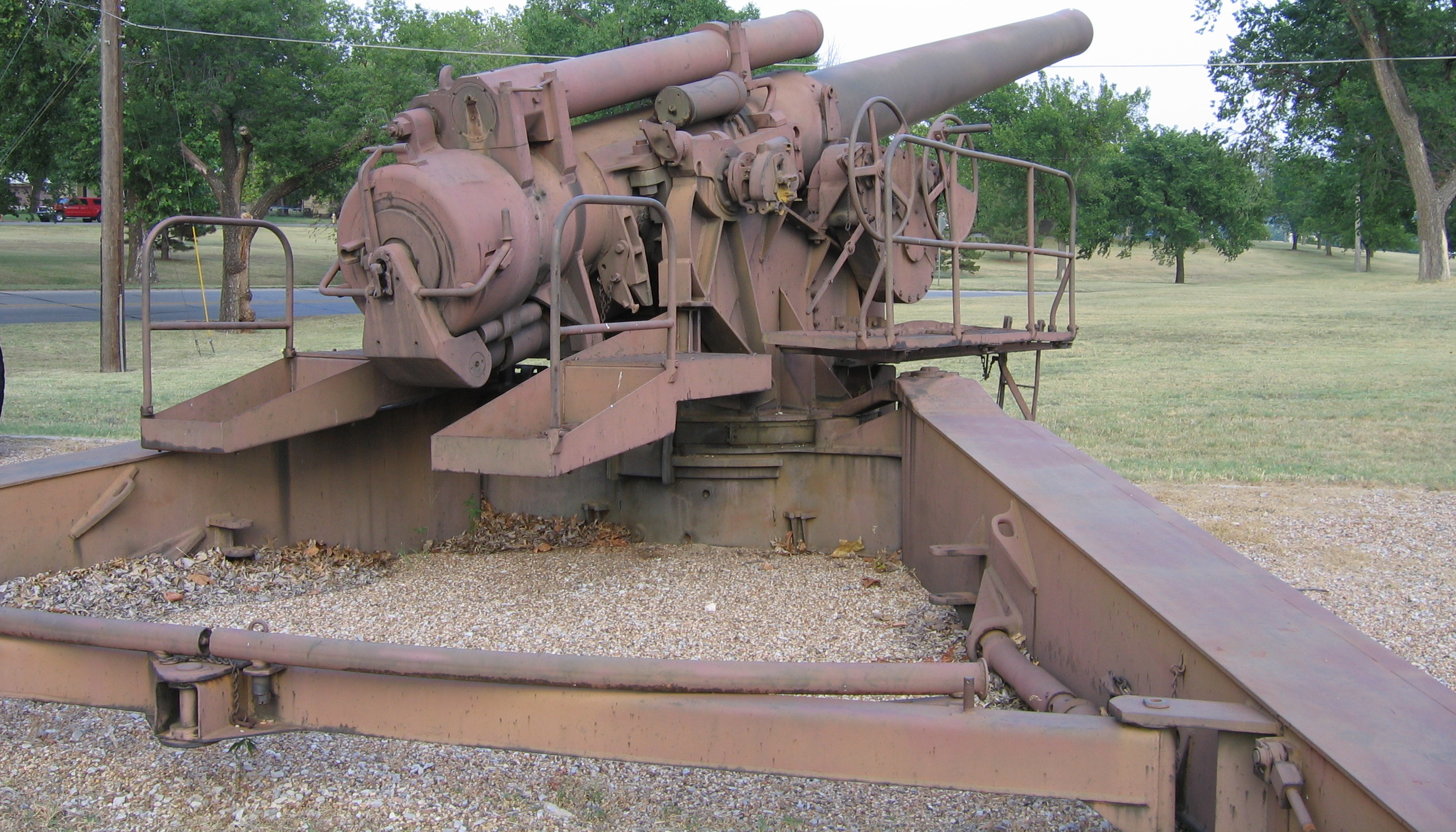
Vista posteriore di un M1, esposto presso l'US Army Field Artillery Museum, Fort Sill

Il primo impiego operativo dell'obice super-pesante M1 fu effettuato dalla 5ª Armata sulla testa di ponte di Anzio nel gennaio 1944. Insieme al cannone da 8 inch (203 mm), schierato ad Anzio da aprile 1944, l'obice venne impiegato nel fuoco di controbatteria contro le artiglierie paricalibro tedesche. Il loro fuoco risultava preciso abbastanza da distruggere non solo le batterie nemiche, ma anche i carri armati pesanti tedeschi. Proprio in tale teatro operativo queste artiglierie super-pesanti riuscirono a mettere fuori combattimento il famoso cannone ferroviario tedesco 28 cm K5 (E), soprannominato "Anzio Annie".
In Italia, l'obice M1 godette di grande considerazione per la sua capacità di centrare da lunga distanza i collegamenti viari strategici. Come riportarono gli ufficiali della logistica, "il devastante potere di fuoco e la incredibile precisione" del pezzo da 240 mm giocarono un ruolo fondamentale nella campagna d'Italia, come per esempio nella distruzione finale del monastero di Montecassino, già danneggiato dai bombardamenti aerei. Sempre sul fronte italiano, un piccolo numero di obici benne utilizzato dall'Eighth Army britannica.
Nonostante le iniziali perplessità per il dispiegamento di un'arma così pesante ed ingombrante, i comandanti della 5ª Armata definirono il 240 mm M1 l'arma più soddisfacente in servizio entrata in servizio nel 1944 e trovò largo impiego sul fronte occidentale nella distruzione di obiettivi rinforzati.
Durante la guerra in Corea, 12 obici da 240 mm vennero riportati nel servizio di prima linea per colpire i profondi bunker e le fortificazioni realizzate dall'Esercito Popolare di Liberazione cinese, immuni ai pezzi di artiglieria più leggeri allora in quel momento in servizio. I pezzi vennero divisi tra due unità in Corea, il 213th ed il 159th Field Artillery Battalion, ed entrarono in azione il 1º maggio 1953, quando il primo colpo venne tirato dalla batteria "Baker" del 213th contro un obiettivo sulla cima di una collina. Il primo colpo, considerato simbolico, comunque distrusse un deposito di munizioni, scatenando una serie di esplosioni a catena che distrusse parte della cima della collina.
Alla fine degli anni cinquanta, alcuni M1 vennero trasferiti a Taiwan e dislocati sul confine, sulle isole Kinmen e Matsu. I pezzi furono montati su rotaie per consentirne la rapida messa in batteria ed il ricovero in bunker corazzati e tunnel, al riparo dagli attacchi aerei.

## Affusti semoventi
Per risolvere i problemi di mobilità legati alle dimensioni dell'obice, venne progettata una versione semovente denominata T92 Howitzer Motor Carriage, che utilizzava lo scafo del carro pesante T26E3 allungato tramite l'aggiunta di una ruota per lato al treno di rotolamento. Tuttavia la guerra terminò prima che i semoventi potessero essere schierati ed il progetto venne abbandonato.